# RED FLASH
『RED FLASH』（レッド・フラッシュ）は、スケボーキングの6作目のアルバム。2003年10月29日発売。発売元はワーナーミュージック・ジャパン。

## 概要
ワーナー時代のオリジナルアルバムとしては本作が最後となり、本作を最後に2008年の再始動まで各メンバーはソロ活動に入ることになる。
楽曲はSHIGEO作曲の曲が大半を占め、曲調は前作のエレクトロニカの要素を継承しながらも、ロック色を強く打ち出した作品となっている。
初回版には特典DVDが付属している。

## 収録曲
1. Intro
作曲：SHIGEO
2. Stone age
作詞：SHUN、SHIGEO / 作曲：SHIGEO
3. Back to the basic
作詞・作曲：SHIGEO
7thシングル。
4. Bait
作詞・作曲：SHIGEO
5. Strike back
作詞：SHUN、SHIGEO / 作曲：SHIGEO
6. Easy
作詞：SHUN、SHIGEO / 作曲：SHUYA
7. Dis off
作詞：SHIGEO / 作曲：MAC
8. drain
作詞：SHIGEO / 作曲：SHUN、MAC、SHIGEO
9. Breaks and comes
作詞：SHUN、SHIGEO / 作曲：SHUYA
10. Sabbath
作詞・作曲：SHIGEO
11. Figure it out -extended mix-
作詞・作曲：SHIGEO
8thシングルのアルバムバージョン。
12. Cynically
作詞・作曲：SHIGEO
13. I see you but you don't see me
作詞・作曲：SHIGEO
14. ladder
作詞・作曲：SHIGEO

## 初回特典DVD
1. Back to the basic (Music Clip)
2. Figure it out (Music Clip)
3. Strike back (Music Clip)
4. Cynically (音声のみ)
5. drain (音声のみ)

## 参加ミュージシャン
- SHIGEO : MC、guitar
- SHUN : MC
- SHUYA : DJ
- MASH : BASS
- MAC : DRUMS